# Luciobarbus sclateri
Luciobarbus sclateri é uma espécie de peixe pertencente à família Cyprinidae.
A autoridade científica da espécie é Günther, tendo sido descrita no ano de 1868.

## Portugal
Encontra-se presente em Portugal, onde é uma espécie nativa.
O seu nome comum é barbo-do-sul.

## Descrição
Trata-se de uma espécie de água doce. Atinge os 41,3 cm de comprimento à furca nos indivíduos do sexo feminino.